# Nevzat Güzelırmak
Nevzat Güzelırmak (İzmir, 1942. január 1. – 2020. október 12.) válogatott török labdarúgó, hátvéd, edző.

## Pályafutása

### Klubcsapatban
1960 és 1975 között a Göztepe labdarúgója volt és két törökkupa-győzelmet ért el a csapattal (1969, 1970).

### A válogatottban
1962 és 1968 között 18 alkalommal szerepelt a török válogatottban és egy gólt szerzett.

### Edzőként
1977 és 1980 között a török U21-es válogatott szövetségi kapitánya volt. Közben, 1978 és 1981 között a török A-válogatott segédedzőként is tevékenykedett. 1979–80-ban az Antalyaspor, 1980-ban a Göztepe, 1981 és 1983 között a Boluspor, 1983 és 1986 között a Denizlispor vezetőedzője volt.
1985 és 1990 között egy-egy idényen át az Afyonspor, a Konyaspor, a Bursaspor, az Altay, a Karşıyaka szakmai munkáját irányította. 1991-ben egy rövid időre visszatért anyaegyesületéhez a Göztepéhez. 1991 és 1997 között a Kayseri Erciyesspor, a Sarıyer, az Aydınspor, ismét a Bursaspor, az Adana Demirspor és a Kuşadasıspor csapatainál tevékenykedett.

## Sikerei, díjai
Göztepe
- Török kupa
  - győztes (2): 1969, 1970